# Chorivalva
Chorivalva är ett släkte av fjärilar. Chorivalva ingår i familjen stävmalar.
Kladogram enligt Catalogue of Life:
| Chorivalva | \| \| Chorivalva bisaccula \| \| \| \| \| \| Chorivalva grandialata \| \| \| \| \| \| Chorivalva unisaccula \| \| \| \| |
|            | \| \| Chorivalva bisaccula \| \| \| \| \| \| Chorivalva grandialata \| \| \| \| \| \| Chorivalva unisaccula \| \| \| \| |
|            | Chorivalva bisaccula |
|            | |
|            | Chorivalva grandialata                                                                                                  |
|            | |
|            | Chorivalva unisaccula                                                                                                   |
|            | |